# Ainadamar
Ainadamar (spanische Variante des arabischen „Ayn al-Dam“, deutsch: ‚Quelle der Tränen‘) ist eine Oper in einem Akt und drei Bildern von Osvaldo Golijov (Musik) mit einem Libretto von David Henry Hwang über den Dramatiker Federico García Lorca und seine Muse Margarita Xirgu. Sie wurde am 10. August 2003 beim Tanglewood Festival of Contemporary Music in Boston uraufgeführt.

## Handlung
Vorspiel zu Wasser und Pferd

“Emerging from darkness, the mythic world of Federico García Lorca comes into being. The sound of horses on the wind, the endless flow of the fountain of tears (“Ainadamar”), the trumpet call of wounded freedom, and the aspiration and determination that have been denied generation after generation echo across the hills.”

„Aus der Dunkelheit heraus tritt die mythische Welt von Federico García Lorca in Erscheinung. Der Klang von Pferden im Wind, der endlose Fluss der Quelle der Tränen („Ainadamar“), der Trompetenruf verletzter Freiheit und das Bestreben und die Entschlossenheit, die einer Generation nach der anderen verweigert wurden, hallen über den Hügeln wider.“

### Erstes Bild: Mariana
Szene 1. Ballade 1. Im April 1969 bereitet das Teatro Solís in Montevideo (Uruguay) eine Aufführung von Federico García Lorcas Schauspiel Mariana Pineda vor. Junge Mädchen singen die Eröffnungsballade des Stücks („¡Ay! Qué día tan triste en Granada“ – ‚Oh weh! Was für ein trauriger Tag in Granada‘). Die alte Schauspielerin Margarita Xirgu, die vierzig Jahre zuvor an der Uraufführung mitgewirkt hatte, versucht, ihrer Schülerin Nuria die ungebrochene Aktualität von Lorcas Werk nahezubringen.
Szene 2. „Mariana, tus ojos“ (‚Mariana, deine Augen‘). Margarita erzählt Nuria, dass ihre damaligen Träume von Freiheit und einer Republik in Strömen von Blut zunichtegemacht und von der Falange begraben wurden.
Szene 3. Bar „Albor de Madrid“. Auf Nurias Bitte erzählt Margarita von ihrer ersten Begegnung mit Federico in der Bar. Begeistert von dem Feuer ihrer Interpretation von Rollen wie Elektra, Salome, Antigone oder Lady Macbeth engagierte Federico sie für die Titelrolle in Mariana Pineda. Für ihn hat dieses Werk nicht nur eine politische Aussage, sondern er liebte die Titelfigur schon seit seiner frühen Kindheit.
Szene 4. „Desde mi ventana“ (‚Aus meinem Fenster‘). Als Kind konnte Federico aus seinem Fenster in Granada das Gesicht der Statue der 1831 hingerichteten Freiheitskämpferin Mariana de Pineda Muñoz sehen. Es war Liebe.
Szene 5. Muerta a caballo (Tod auf dem Pferd). Der Falangist Ramón Ruiz Alonso fordert Federico auf, sich zu ergeben. Unter seinem Kommando wurde Federico García Lorca 1936 festgenommen. Wenige Tage später wurde er an einer Landstraße ermordet.

### Zweites Bild: Federico
Szene 1. Ballade 2. Die Mädchen von 1969 stimmen zum zweiten Mal die Eröffnungsballade an. Parallel dazu sind Aufnahmen von Radio Falange zu hören.
Szene 2. „Quiero arrancarme los ojos“ (‚Ich möchte mir die Augen ausreißen‘). Margarita erinnert sich, dass sie Federico damals retten und mit ihm nach Havanna in Kuba reisen wollte. Sie ist verzweifelt, dass ihr dies nicht gelang. Nuria weist sie darauf hin, dass sein Theaterfieber in ihr weiterlebe.
Szene 3. „A la Habana“ (‚Nach Havanna‘). Margarita und Federico träumen von der Flucht nach Havanna, bis Federico sich dagegen entscheidet.
Szene 4. „Quiero cantar entre las explosions“ (‚Ich möchte zwischen den Explosionen singen‘). Trotz der immer brutaler werdenden Angriffe der Falangisten auf die junge spanische Republik will Federico im Land bleiben. Er will die Ereignisse sehen und verstehen. Radio Falange sendet Mordaufrufe.
Szene 5. Arresto (Gefängnis). Margarita erinnert sich an Federicos Festnahme durch Ruiz Alonso und dessen falsche Anschuldigungen.
Szene 6. La Fuente de las Lágrimas (Die Quelle der Tränen). Federico und zwei weitere Todeskandidaten, ein Lehrer und ein Torero, werden zum Hinrichtungsplatz „Ainadamar“, die „Quelle der Tränen“, geführt. Deren Stimme erklingt.
Szene 7. Confesión (Geständnis). Der Falangisten-Wachmann José Tripaldi „hilft“ den dreien, ein Geständnis abzulegen. Er rezitiert ein Gebet in Maya-Sprache: „K’in Sventa Ch’ul Me’tik Kwadulupe“.
Zwischenspiel der Kugeln
Federico stirbt im Kugelhagel.

### Drittes Bild: Margarita
Szene 1. Ballade 3 – Labyrinth. Die Mädchen beginnen zum dritten Mal mit der Eröffnungsballade. Nuria bemerkt, dass es Margarita nicht gut geht. Diese bittet um Hilfe, um vor ihrem Tod ein letztes Mal auf die Bühne zu gehen.
Szene 2. „De mi fuente tú emerges“ (‚Aus meiner Quelle trittst zu hervor‘). Federicos Geist verheißt Margarita, dass seine Seele von ihr auf ihre Schüler übergehen werde.
Szene 3. „Tome su mano“ (‚Nimm seine Hand‘). Nuria und Federico führen Margarita. Sie richten ihre Gedanken an Spanien.
Szene 4. Crepúsculo delirante (Dämmerung im Delirium). Margarita, Nuria und Federico erleben gemeinsam eine visionäre Verwandlung.
Szene 5. „Doy mi sangre“ (‚Ich gebe mein Blut‘). Die Nachwelt soll von dem „Blut“ trinken und die Geschichte weiter erzählen.
Szene 6. „Yo soy la libertad“ (‚Ich bin die Freiheit‘). Mit Mariana Pinedas Schlussworten aus Federicos Schauspiel („Ich bin die Freiheit, die Quelle, aus der ihr trinkt“) stirbt Margarita. Nuria wird ihre Rolle übernehmen. Die Mädchen singen ein letztes Mal die Ballade, einen Trauergesang über Marianas Tod.

## Gestaltung

### Orchester
Die Orchesterbesetzung der Oper umfasst die folgenden Instrumente:
- Holzbläser: drei Flöten (alle auch Piccolo, 2. und 3. auch Altflöte), eine Oboe (auch Englischhorn), zwei Klarinetten in B (2. auch Bassklarinette), ein Fagott (auch Kontrafagott)
- Blechbläser: zwei Hörner in F, zwei Trompeten in C, eine Posaunen,
- Pauken, Schlagzeug (drei Spieler): Glockenspiel, Vibraphon, Marimba (tiefes C), Röhrenglocken, Donnerblech, drei Tamtams, Amboss, Shaker, drei Cajóns, Quinto, Conga, Palmas
- zwei Gitarren
- Keyboard/Laptop (Sampler auf Computer-Basis)
- Klavier (auch Celesta)
- Harfe
- Streicher: zwölf Violinen, sechs Bratschen, sechs Violoncelli, vier Kontrabässe

Das Werk benötigt zusätzliche technische Komponenten:
- hochwertiges Stereo-Verstärkersystem (z. B. DV-DOSC) mit Stereo-Subwoofern und Delays
- Konsole: Yamaha DM2000, PM1D oder M7CL mit 24 Mikrofon-Inputs (vorzugsweise DM2000)
- acht Sennheiser SK50 Taschensender mit DPA 4066 omnidirectionalem Kopfband-Mikrofon, Model 3532 Empfänger
- zehn hochwertige Kleinmembran-Kondensatorrichtmikrofone (z. B. Neumann KM-140)
- ein AKG 414
- zwei Shure SM 58
- ein Shure SM 57
- sechs Bühnenmonitor-Wedges
- drei persönliche Monitore mit Lautstärkekontrolle (Hotspot oder Anker)
- Dirigenten-Videokamera mit Monitor für Trompeten außerhalb der Bühne

### Text und Musik
Die Handlung der Oper wird nicht chronologisch erzählt, sondern in Form von Rückblenden und Erinnerungen von Federico García Lorcas Muse Margarita Xirgu, der Darstellerin der Titelrolle in der Uraufführung von Lorcas Schauspiel Mariana Pineda. Thematisiert werden sein Widerstand gegen die Falange, die gegen ihn erhobenen Vorwürfe der Homosexualität und sein gewaltsamer Tod durch die Falangisten. Das Werk wurde gelegentlich auch mit einem Oratorium oder einem Passionsspiel verglichen, da es Lorca in einer Abfolge von Arien, Chören und Tanzsätzen als Märtyrer darstellt.
Die Musik ist von unterschiedlichsten Stilrichtungen vorwiegend spanischer Prägung beeinflusst, darunter Lieder („cante jondo“), Tänze („baile“) und Gitarrenmusik des Flamenco bzw. der Musik der spanischen Gitanos, andalusische Volkslieder, mittelalterliche Musik der Mauren, lateinamerikanische Musik, afrokubanische Musik, zentralamerikanische Marimba-Traditionen, elektronische Musik und die Musiksprache der Oper des 19. Jahrhunderts. Golijov legte ausdrücklich Wert auf wiedererkennbare Arien. Die Musik Margaritas ist vorwiegend opernhaft, aber mit erkennbar spanischem Einschlag. Die Musik ihrer Schülerin Nuria erinnert eher an den Broadway. Diejenige des Falangisten Ruiz ist vom Flamenco geprägt. Zusätzlich gibt es vorab aufgenommene Klänge. Am Anfang und Ende der Oper stehen Wassergeräusche und Pferdegetrappel, in der Mitte Einspielungen des Falangisten-Radios und Gewehrschüsse. Das „Zwischenspiel der Kugeln“ am Ende des zweiten Bildes beginnt naturalistisch, verwandelt sich dann aber, wird abstrakter und ausdrucksstärker und erinnert an einen Flamenco-Tanz. Im Orchester spielen einige charakteristische spanische Instrumente mit, darunter zwei Gitarren, Cajóns und Palmas. Einige Rezitative werden von Gitarre und Cajón begleitet.

## Werkgeschichte
Ainadamar ist die erste Oper des argentinischen Komponisten Osvaldo Golijov. Den Kompositionsauftrag erhielt er vom Boston Symphony Orchestra (BSO). Das Werk ist dem Andenken an die 2003 verstorbene Musikproduzentin Sue Knussen und dem Vize-Musikdirektor des BSO, Anthony Fogg, gewidmet. Das Libretto verfasste der US-amerikanische Dramatiker David Henry Hwang in englischer Sprache. Golijov übersetzte es für seine Vertonung ins Spanische. Der Titel bezieht sich auf den Ort von Federico García Lorcas Hinrichtung, einer Quelle an einer Landstraße in der Nähe von Granada, deren spanischer Name vom arabischen „Ayn al-Dam“ abgeleitet ist und deutsch etwa „Quelle der Tränen“ bedeutet. Da der Auftrag für die Solistin Dawn Upshaw und die Sängerinnen des Tanglewood Festivals gedacht war, plante Golijov ursprünglich eine Oper ohne die Figur des Lorca. Er änderte seine Meinung jedoch, als er eine Probeaufnahme und ein Bild der Sängerin Kelley O’Connor erhielt, die in Stimme und Aussehen seiner Vorstellung von Lorca ähnelte. „She had this extraordinarily dusky androgynous voice, and then I looked at her picture and she has the same eyebrows as Lorca.“ (‚Sie hatte diese außergewöhnlich düstere androgyne Stimme, und dann betrachtete ich ihr Bild, und sie hatte dieselben Augenbrauen wie Lorca.‘)
Die Uraufführung fand am 10. August 2003 im Rahmen des Tanglewood festival of Contemporary Music im Berkshire Music Center in Boston statt. Es sangen Dawn Upshaw (Margarita Xirgu), Jessica Rivera (Nuria), Kelley O’Connor (Federico García Lorca), Jesús Montoya (Ruiz Alonso), Eduardo Chama (José Tripaldi), Robb Asklof (Torero) und Sean Mayer (Lehrer).
Die Oper erhielt große Aufmerksamkeit. Die Komponist überarbeitete sie für eine Produktion der Santa Fe Opera 2005. Nach einer CD-Einspielung dieser Fassung unter dem Dirigenten Robert Spano wurde sie bei den Grammy Awards 2007 als „beste Opernaufnahme“ und „beste zeitgenössische klassische Komposition“ ausgezeichnet.
Seitdem gab eine Reihe von Aufführungen und Neuproduktionen:
- 2005: Santa Fe Opera – überarbeitete Neufassung; Premiere am 30. Juli 2005; Inszenierung: Peter Sellars, Bühne: Gronk, Kostüme: Gabriel Berry, Licht: James F. Ingalls, Dirigent: Miguel Harth-Bedoya.[4][16]
- 2006: Ojai Festival, Kalifornien – konzertant.[17]
- 2006: Ravinia Festival, bei Chicago.[18]
- 2006: Lincoln Center, New York – Inszenierung: Peter Sellars, Dirigent: Miguel Harth-Bedoya.[19]
- 2007: Boston Lyric Opera.[18]
- 2007: Indiana University Bloomington, Jacobs School of Music – konzertante Aufführung des Latin American Music Center, Dirigentin: Carmen-Helena Téllez.[7]
- 2007: Staatstheater Darmstadt – Regie: Mei Hong Lin, Dirigent: Martin Lukas Meister.[20]
- 2008: Curtis Institute of Music, Philadelphia.[18]
- 2008: Adelaide Festival, Adelaide – Regie: Graeme Murphy, Dirigent: Giancarlo Guerrero.[21]
- 2008: Carnegie Hall, New York – konzertant, Orchestra of St. Luke’s, Dirigent: Robert Spano; mit Dawn Upshaw (Margarita) und Kelley O’Connor (Lorca) und Emmy Albrink (Nuria).[22]
- 2009: Cincinnati Opera.[18]
- 2011: Granada Festival, Granada – auch in Santander und Oviedo.[18]
- 2012: Long Beach Opera, Los Angeles – Regie: Andreas Mitisek, Choreografie: Nannette Brodie, Videos: Frieder Weiss, Licht: Dan Weingarten, Dirigent: Steven R. Oswood.[23]
- 2012: Teatro Real, Madrid – Inszenierung: Peter Sellars, Dirigent: Alejo Pérez.[24][25]
- 2012: Pittsburgh.[18]
- 2012: Teatro Mayor Julio Mario Santo Domingo, Bogotá, Kolumbien – Dirigent: Rodolfo Fischer, Regie: Claudia Billourou, Bühne: Juan Carlos Greco.[26]
- 2013: Yerba Buena Centre, San Francisco.[18]
- 2014: Opera Philadelphia – Regie: Luis de Tavira, Choreografie: Stella Arauzo, Dirigent: Corrado Rovaris.[27][28]
- 2014: New Zealand Festival, Michael Fowler Centre, Wellington – halbszenisch; Regie: Sara Brodie, Dirigent: Miguel Harth-Bedoya.[18]
- 2015: Theatro Municipal, São Paulo – Inszenierung: Caetano Vilela, Bühne: Nicolàs Boni, Choreografie: Marco Berriel.[29]
- 2022: Theatre Royal, Glasgow – Inszenierung und Choreografie: Deborah Colker, Bühne: Jon Bausor, Lichtdesign: Paul Keogan, Projektionen: Tal Rosner;[5] Koproduktion mit Opera Ventures, der Welsh National Opera (2023),[30][31] der Detroit Opera (2023)[32] und der Metropolitan Opera New York.[33]
- 2023: Opéra de Montréal, Kanada – Inszenierung: Brian Staufenbiel, Choreografie: Rocio Vadillo, Dirigentin: Nicole Paiement.[34]
- 2023: Indiana University Bloomington, Jacobs School of Music – Regie: Jeffrey Buchman, Choreografie: Rosa Mercedes, Bühne: Gronk (Giugio Nicandro), Kostüme: Camille Deering, Licht: Mike Schwandt, Dirigent: David Neely.[7]
- 2023: University of Houston, Moores School of Music – konzertant, Dirigent: Steven Osgood.[35]
- 2024: Pacific Opera Victoria, Kanada – Regie und Bühne: Brian Staufenbiel, Choreografie: Veronica Maguire, Dirigent: Giuseppe Pietraroia.[12]

## Aufnahmen
- 2006 – Robert Spano (Dirigent), Atlanta Symphony Orchestra, Frauen des Atlanta Symphony Orchestra Chorus.
 Dawn Upshaw (Margarita Xirgu), Jessica Rivera (Nuria), Kelley O’Connor (Federico García Lorca), Jesús Montoya (Ruiz Alonso), Eduardo Chama (José Tripaldi), Robb Asklof (Torero), Sean Mayer (Lehrer), Anne-Carolyn Bird und Sindhu Chandrasekaran (Stimmen der Quelle).
 Fassung von 2005; bei den Grammy Awards 2007 als „beste Opernaufnahme“ und „beste zeitgenössische klassische Komposition“ ausgezeichnet.
 Deutsche Grammophon 477 6165.[36][9]
- 3. Februar 2023 – David Neely (Dirigent), Jeffrey Buchman (Regie), Gronk (Bühne), Camille Deering (Kostüme), Rosa Mercedes (Choreografie), Mike Schwandt (Lichtdesign), Orchester und Chor der Jacobs School of Music.
 Video; live aus dem Musical Arts Center der Indiana University Bloomington.
 Kathiana Dargenson (Margarita Xirgu), Ginaia Black (Nuria), Erin Koolman (Federico García Lorca), Gavin Hughes (Ruiz Alonso), Noah Lauer (José Tripaldi), Conner McWhirter (Torero), Bennett Spotts (Lehrer), Adriana Nicole Torres Díaz und Arienne Fort Cannock (Stimmen der Quelle).
 Videostream der Indiana University Bloomington.[37]
- 4. Februar 2023 – David Neely (Dirigent), Jeffrey Buchman (Regie), Gronk (Bühne), Camille Deering (Kostüme), Rosa Mercedes (Choreografie), Mike Schwandt (Lichtdesign), Orchester und Chor der Jacobs School of Music.
 Video; live aus dem Musical Arts Center der Indiana University Bloomington.
 Olivia Prendergast (Margarita Xirgu), Jessica Gu (Nuria), Maya Davis (Federico García Lorca), Martín Ramírez Jr. (Ruiz Alonso), Theo Harrah (José Tripaldi), Conner McWhirter (Torero), Shan Ding (Lehrer), Adriana Nicole Torres Díaz und Arienne Fort Cannock (Stimmen der Quelle).
 Videostream der Indiana University Bloomington.[37]
- 12. Juli 2012 – Rodolfo Fischer (Dirigent), Claudia Billourou (Regie), Juan Carlos Greco (Bühne), Orquesta Sinfónica Nacional de Colombia.
 Marisú Pavón (Margarita Xirgu), Patricia De Leo (Nuria), Flavio Oliver (Federico García Lorca), Alfredo Tejada (Ruiz Alonso), Víctor Castells (José Tripaldi), Sergio Spina (Torero), Emiliano Bulacios (Lehrer).
 Video; Kostümprobe einer Produktion des Teatro Mayor Julio Mario Santo Domingo in Bogotá, Kolumbien.
 Videostream auf YouTube.[38][39][40]